# أنيكا والتر
أنيكا والتر (بالألمانية: Annika Walter)‏ هي غطاسة ألمانية، ولدت في 5 فبراير 1975 في روستوك في ألمانيا.

## وصلات خارجية
- أنيكا والتر على موقع الاتحاد الدولي للسباحة (الإنجليزية)
- أنيكا والتر على موقع اللجنة الأولمبية الدولية (الإنجليزية)
- أنيكا والتر على موقع أوليمبيديا (الإنجليزية)